# Benedykt Olszewski
Benedykt Olszewski herbu Ślepowron (zm. przed 8 kwietnia 1691 roku) – podczaszy bielski od 1681 roku, pisarz grodzki brański w latach 1658-1680.
Jako poseł ziemi bielskiej na sejm elekcyjny 1669 roku podpisał pacta conventa Michała Korybuta Wiśniowieckiego w 1669 roku.